# Demografia Italiei

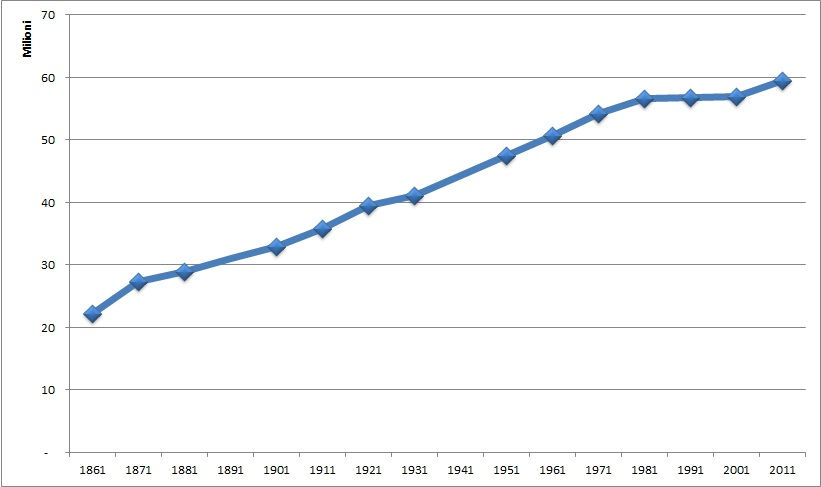
Evoluția demograficǎ a Italiei
(1861-2011)

Italia ocupă locul 5 în Europa în ceea ce privește densitatea populației, aproximativ 196 de persoane pe km². Dintr-o țară cu emigranți în masă, în ultimii 20 de ani, Italia a devenit o mare primitoare de imigranți, 7,5% din populația națiunii fiind din străinatate. Chiar dacă populația Italiei este în creștere, acest fapt se datorează în mare parte valului de migrații. Națiunea deține o rată scăzută a fertilității, de 1,41 copii pe familie și o speranță de viață ce ocupă locul 19 în lume, după Noua Zeelandă și Insulele Bermude și întrecând pe Gibraltar și Monaco.

## Populația
La sfârșitul anului 2008, populația Italiei a depășit 60 milioane de persoane. Italia deține o populație mare, ce ocupă locul 4 în Uniunea Europeană ca număr de locuitori și locul 23 în lume. Densitatea populației de 199,2 persoane pe km², deține locul 5 în Uninunea Europeană. Cea mai mare densitate a populației se înregistrează în nordul Italiei, care ocupă o treime din teritoriul țării și aproximativ jumătate din populația totală  a țării. După al-II-lea Război Mondial,Italia a înregistrat o creștere economică prelungită, ce a cauzat un masiv exod rural spre orașe și în același timp a transformat națiunea dintr-una cu mulți emigranți, într-una primitoare de imigranți. Fertilitatea crescută a persistat până în anul 1970, când a decăzut sub ratele normale, așa încât în anul 2008, unul din 5 italieni avea peste 65 de ani.
În ciuda acestui fapt,în anul 2000, Italia a înregistrat o creștere a natalității (în special în regiunile nordice), pentru prima dată în mulți ani, mulțumită în special imigrației masive din ultimele două decenii.Rata totală a fertilității a înregistrat de asemenea o creștere semnificativă în ultimii ani, mulțumită creșterii natalității,atât printre născuții străini, cât și printre născuții femeilor italiene, ce a crescut de la 1,32 copii pe femeie în anul 2005 la 1,41 copii pe femeie în anul 2008.

## Principalele orașe ale Italiei
- Roma este capitala Italiei și cel mai mare și mai populat municipiu al țării, cu peste 2,7 milioane locuitori pe 1285,3 km², în timp ce populația ariei urbane este estimată de Eurostat la 3,46 milioane. Zona metropolitană a Romei este estimată de OECD la 3,7 milioane. Roma este situată în partea central-vestică a Peninsulei Ialiene, pe râul Tiber.  Roma este atestată  documentar de peste 2500 de ani, ca unul dintre cele mai putenice orașe al Cizilizației Vestice. A fost centrul Imperiului Roman, care a dominat Europa, Africa de Nord și Orientul Mjlociu pentru  o perioadă de peste 400 de ani începând din primul secol î.h. până în secolul al-IV-lea d.h., și în timpul perioadei Romei Antice, orașul a fost cel mai puternic din Europa. Pe lângă faptul că este capitala administrativă a Italiei, Roma este un major centru european pentru politică, religie, cultură și finanțe și sediul unor organizații din lumea întreagă precum FAO. Orașul în sine este cel mai bogat din Italia în ceea ce privește venitul anual, cu un PIB de aproximativ 94,376 miliarde euro și ocupă locul 18 în lume ca cel ma scump oraș (în anul 2009). Roma, sediu al Vaticanului, unde locuiește papa, liderul Bisericii Romano-Catolice, este un centru global pentru pelerinaj și este unul dintre cele mai vizitate orașe ale lumii, conținând numeroase opere de artă neprețuite, situri arheologice, palate, muzee, biserici și parcuri.
- Milano este capitala regiunii Lombardia și  a provinciei Milanului. Orașul propriu-zis deține o populație de aproximativ 1,3 milioane locuitori, în timp ce zona urbană este a-IV-a ca mărime în Uniunea Europeană cu o populație estimată la 4,3 milioane locuitori. Zona metropolitană a Milanului, de departe cea mai mare din Italia, deține o populație estimată de OECD la 7,4 milioane locuitori. Milano este pe lângă Roma, capitala afacerilor, a modei, a finanțelor, a media și a industriei în Italia. Orașul propriu-zis este al al doilea cel mai bogat oraș din Italia, cu un PIB de 115 miliarde de dolari, în timp ce zona metropolitană deține un PIB de 241,2 miliarde euro în 2004 ce ocupă locul 4 în Europa, ceea ce înseamnă că, dacă Milano ar fi o țară, ar ocupa locul 28 ca fiind cea mai bogată țară din lume, apropiată ca mărime  de economia Austriei. Milano este de asemenea o mare capitală a modei , anual concurând cu alte centre cum ar fi Paris, New York City, Londra, Los Angeles și Tokyo. Orașul a găzduit de asemenea Expoziția Mondială din 1906 și va găzdui  Expoziția Universală din 2015 și în prezent expoziția FieraMilano considerată cea mai mare din Europa.
- Napoli este capitala regiunii Campania și a provinciei Napoli. Orașul în sine deține o populație de aproape un milion de locuitori, în timp ce populația zonei urbane este estimată la 2,25 milioane locuitori de către Eurostat. Zona metropolitană a Napoli, după diferite surse, este  a-II-a ca mărime după zona metropolitană a Milano( cu o populație de 4.434.136 locuitori conform SVIMEZ DATA sau 4.996.084 potrivit CENSIS INSTITUTE) sau a-III-a cea mai populată zonă metropolitană a Italiei ( cu o populație de 3,1 milioane de locuitori potrivit OECD). Napoli este evaluat ca fiind al-IV-lea în Italia ca putere economică, după Roma, Milano și Torino. Napoli este o metropolă prosperă și cosmopolită, cu un PIB de 43 miliarde dolari. Este unul dintre cele mai vechi orașe ale Occidentului,a cărei structură urbană reține elemente ale lungii și memorabilei sale istorii. Găsit de Grecii Antici ca Neápolis(Orașul nou), ocupă un rol important în Magna Graecia și ca parte a Republicii Romane în provincia centrală a Imperiului. Orașul a văzut o multitudine de civilizații venind și plecând, fiecare lăsând câte o urmă și astăzi centrul orașului este recunoscut de către UNESCO ca făcând parte din Patrimoniul Mondial. Napoli a fost capitala celor Două Sicilii până la unificarea cu Italia. Napoli a influențat profund multe zone ale Europei și alte zone.
- Torino este un mare oraș și un mare centru de afaceri și cultural din Nordul Italiei, capitala regiunii Piedmont, situată pe malul stâng al râului Pad, înconjurată de arcul Alpin. Populația orașului propriu-zis este de 909,193 mii de locuitori, în timp ce populația zonei urbane este estimată la 1,7 milioane de locuitori de către Eurostat; zona metropolitană a Torino deține o populație  estimată la 2,2 milioane de locuitori de către OECD. Torino este cunoscut ca fiind sediul Giulgiului din Torino, a echipelor de fotbal F.C. Juventus și F.C. Torino, sediul central al fabricilor de automobile Fiat, Lancia și Alfa Romeo, și ca fiind gazda Jocurilor Olimpice de iarnă. Diferite module ale Stației Spațiale Internaționale, precum Harmony și Columbus, au fost de asemenea fabricate în acest oraș. A fost capitala Ducatului Savoy din 1563, apoi a Regatului Sardiniei condus de Casa Regală     Savoy și în sfârșit, prima capitală a Italiei unificate. Torino este evaluată ca fiind a treia ca putere economică după Roma și Milano, cu un PIB de 58 miliarde de dolari. Este deseori numită ca fiind "Capitala Alpilor". Torino este cunoscut de asemenea ca fiind " Capitala Automobilistică a Italiei" sau "Detroit-ul Italiei"; în Italia este numită și "La capitale Sabauda".
- Palermo este un oraș istoric din Sudul Italiei ,capitala regiunii autonome a Siciliei și a provinciei Palermo. Populația zonei urbane este estimată la 855.285 locuitori, de către Eurostat, în timp ce zona metropolitană este a-V-a cea mai populată din Italia cu aproximativ 1,2 milioane de locuitori. În zona centrală, orașul are o populație de aproximativ 670 mii de persoane, locuitorii fiind cunoscuți ca "Palermitani" sau poetic "panormiti", limbile vorbite de aceștia fiind limba italiană și limba siciliană. Orașul este recunoscut pentru bogata sa istorie, cultură, arhitectură și gastronomie, jucând un rol important de-a lungul existenței sale, de peste 2.700 ani. Palermo este situat în partea Norv-Vestică a Insulei Sicilia, în imediata apropiere a Golfului Palermo din Marea Tireniană. Palermo este capitala economică, culturală și turistică a Siciliei și principalele sectoare industriale ale acestuia includ : turismul, serviciile, comerțul și agricultura.

## Imigrația
La începutul anului 2010, în Italia erau înregistrați de autorități 4.279.000 rezidenți de alte naționalități. Acest număr a atins un procent de 7,1% din populația țării și a reprezentat o creștere a acesteia cu 388.000 persoane an de an. Aceste cifre includ mai mult de jumătate de milion de copii, născuți în Italia de persoane de naționaliatăți străine -a doua generație de imigranți devine un element important în peisajul demografic- dar exclud persoanele de alte naționalități care ulterior au căpătat naționalitate italiană; aceasta s-a aplicat la un număr de 53.696 persoane în anul 2008. Cifrele exclud de asemenea și imigranții ilegali, așa numiții clandestini a căror număr este dificil de determinat. În mai 2008, The Boston Globe a stabilit o estimație de 670.000 de persoane pentru acest grup. O data cu expansiunea Uniunii Europene,cel mai recent val de migrații a fost din împrejurimile     Europei, în special din Europa de Est și în creștere din Asia, înlocuind Africa de Nord care era cea mai mare generatoare de imigranți. Aproximativ 950.000 de români, din care 10% romi, sunt înregistrați oficial ca locuind în Italia, înlocuind albanezii și marocanii, fiind cea mai mare minoritate etnică. Numărul de români neînregistrați este dificil de estimat, dar The Balkan Investigative Reporting Network a sugerat că în anul 2007 ar fi trebuit să fie jumătate de milion de persoane, sau mai multe.
Începând cu anul 2009, populația străină născută în Italia a fost subdivizată precum urmează: Europa (53,5%), Africa (22,3%), Asia (15,8%), S.U.A (8,1%) și Oceania (0,06%). Distribuția populației străine născute în Italia  este foarte neuniformă: 87,3% dintre imigranți trăiesc în nordul și centrul țării (cele mai dezvoltate regiuni din punct de vedere economic), în timp ce doar 12,8% trăiesc în jumătatea sudică a peninsulei.

## Diaspora italiană
Italia a devenit o țară cu emigrații în masă, imediat după reunificarea națională în anii 1800.
Între 1898 și 1914, anii de apogeu pentru diaspora italiană, aproximativ 750.000 de italieni au emigrat în fiecare an. Comunitățile italiene au prosperat odinioară în fostele colonii africane din Eritrea (aproape 100.000 la începutul celui de al-II-lea Război Mondial), Somalia și Libia (150.000 de italieni s-au stabilit în Libia, constituind aproximativ 18% din populația totală). Toți italienii din Libia au fost expulzați din Africa de Nord în anul 1970.
În deceniul de după al-II-lea Război Mondial, până la 350.000 de persoane de etnie italiană au părăsit Iugoslavia. Un număr mare de persoane cu rădăcini strânse sau semnificative legate de poporul italian, este găsit în : Brazilia (25 milioane), Argentina (20 milioane), SUA (17,8 milioane), Franța (5 milioane), Uruguay (1,5 milioane), Canada (1,4 milioane), Venezuela (900.000) și Australia (800.000).

## Minorități etnice și limbi minoritare recunoscute
Câteva grupuri minoritare etnice sunt recunoscute legal și un număr de limbi minoritare au statut co-oficial de-a lungul Italiei în diferite părți ale țării. Limba franceză este co-oficială în Valle d'Aosta- deși, de fapt limba franco-provensală este vorbită aici în mod obișnuit si franco-corsicana in nordul Sardiniei in zona oraselor Sassari si Porto-Torres.Dialectul sard (un amestec de 70 % italiana,20 % cataluna-callera si 10 % alte incluziuni lingvistice  ) este intalnit in jumatatea sudica a insulei Sardinia.  Limba germană are același statut în câteva părți ale Provinciei Bolzano-Bozen și în vecinătatea lui Trentino și Ladin. Limba slovenă este recunoscută oficial în provinciile Trieste, Gorizia și Udine din Veneția Giulia.
În aceste regiuni documentele oficiale sunt bilingve(trilingve în comunitățile din Ladin), sau sunt disponibile după cerere în limba italiană sau în limba co-oficială. Semnele de circulație sunt de asemenea multilingve, excepție făcând Valle d'Aosta unde-cu excepția chiar a Aostei care și-a menținut forma latină în italiană ca și în engleză-toponimele franceze sunt utilizate în general,tinzând să le italienizeze în timpul perioadei fasciste când ar fi fost abandonate. Educația este posibilă în limbile minoritare,acolo unde astfel de școli operează.

## Religia
Romano-Catolicismul este de departe cea mai răspândită religie din țară, deși Biserica Catolică nu mai este oficial religie de stat. 79.8% de italieni sunt Romano-Catolici, deși doar o treime dintre aceștia s-au descris ca fiind membrii activi(36,8%). Alte grupuri Creștine din Italia sunt reprezentate de  mai mult de 700.000 de Creștini Ortodocși, incluzând 470.000 nou veniți și 180.000 de grec Ortodocși, 550.000 Penticostali și Evangheliști(0,8%), dintre care 400.000 sunt membrii ai Adunării lui Dumnezeu, 235.685 Martori ai lui Iehova(0,4%),30.000 Valdezini, 25.000 Adventiști de ziua a-VII-a,22.000 Mormoni, 15.000 Baptiști, 7.000 Lutherani, 5.000 Metodiști,( afiliați cu Valdezinii). Cea mai veche minoritate religioasă a țării este reprezentată de comunitatea evreiască, cuprizând aproximativ 45.000 de persoane (0,06%). Nu mai este  cel mai mare grup necreștin. Ca rezultat al imigrațiilor semnificative din alte părți ale lumii, aproximativ 1 milion de Musulmani(1,8% din totalul populației) locuiesc în Italia, deși doar 50.000 sunt cetățeni italieni. În plus, sunt 110.000 Budiști(0,2%), 70.000 adepți ai Sik și 70.000 Hinduși(0,1%) în Italia. 

## Structura etnică
Populația Italiei este formată în proporție de 92% de cetățeni italieni, 2 % români , 4% de alți europeni ( în special albanezi, ucrainieni , croati, sloveni și alții), 2% nord africani și de 1,5% cetățeni de alte etnii asiatice si sud-americane.

## Structura confesională
Religia Italiei este reprezentată în proporție de 90% de Romano-Catolici(aproximativ o treime practicanți), de alți Creștini în proporție de 2%, Musulmani 3%, Atei sau Agnostici 5%.